# Il topo e il mostro
Il topo e il mostro (The Mouse and the Monster) è una serie televisiva a cartoni animati, prodotta dalla United Paramount Network, nata nel 1996 su idea di Jerry Leibowitz e ricorda le storie narrate nei film con protagonista Frankenstein. La storia parla del tentativo di sfuggire, dalle grinfie Dr. Wackersteen e della moglie Olga, del piccolo topo (Chez) e del suo amico mostro (Mo).
La proprietà della serie è passata alla Disney nel 2001, quando la Disney ha acquisito Fox Kids Worldwide, che include anche Saban Entertainment.
In Italia è stato trasmesso su Fox Kids dal 4 aprile 2004.

## Personaggi
- Chesbro "Chez", il topo
- Mo, il mostro
- Dott. Wackerstein
- Olga
- Cervello di Flatnoteski